# Temnosoma smaragdinum
Temnosoma smaragdinum är en biart som beskrevs av Smith 1879. Temnosoma smaragdinum ingår i släktet Temnosoma och familjen vägbin. Inga underarter finns listade i Catalogue of Life.